# Dímitra Kaléntzou
Dímitra (Toúla) Kaléntzou, en grec moderne : Δήμητρα (Τούλα) Καλέντζου, est une basketteuse professionnelle grecque à la retraite. Elle a joué pour le Panathinaïkós et l'équipe nationale féminine de basket-ball de Grèce. Elle a participé avec l'équipe nationale à plusieurs championnats d'Europe féminins et au championnat du monde féminin de 2010.